# Langkäfer
Die Langkäfer (Brentidae) sind eine Familie der Käfer (Coleoptera). Sie gehören zur Überfamilie Curculionoidea. Ihr Verbreitungsschwerpunkt liegt in den Tropen, insbesondere in den Regenwäldern des tropischen Ostasiens.
Über den Status und die Abgrenzung dieser Familie existieren in der Wissenschaft verschiedene Auffassungen. Für Mitteleuropa besonders relevant ist die Stellung der Apioninae und Nanophyinae, die früher von zahlreichen Autoren als eigenständige Familien geführt wurden. Die folgende Beschreibung bezieht sich auf die Familie Brentidae im ursprünglichen Sinn, d. h. die Unterfamilie Brentinae der alternativen Systematik. Zu den Merkmalen der anderen Unterfamilien vergleiche dort.

## Merkmale

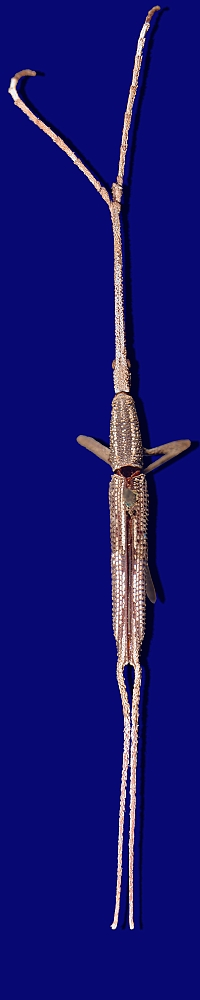
Diurus completus

Die meisten Brentinae sind langgestreckte, zylindrisch geformte Käfer. Einige Formen sind extrem langgestreckt und dünn und haben lange, dünne Beine. Sie sind meist einfarbig braun gefärbt, es kommen aber auch recht kontrastreich bunt gezeichnete Arten vor. Die Oberfläche des Körpers ist meist glatt, sie ist oft behaart, aber nicht beschuppt.
Der Rüssel ist von unterschiedlicher Länge, er ist meist in gerader Verlängerung des Kopfes nach vorn vorgestreckt. Manchmal ist er durch eine Einschnürung in zwei Abschnitte geteilt. Die Fühler sind gerade ohne Knick hinter dem Basisglied (nicht „gekniet“), sie weisen typischerweise keine Fühlerkeule auf, gekeulte Fühler kommen aber insbesondere bei kleineren Arten auch vor. Beim Männchen von Cylas formicarius ist die Keule verlängert und länger als der übrige Fühler. Die Fühler sitzen in der Regel an den Seiten des Rüssels und können nach hinten in Fühlergruben eingelegt werden. Die meist recht kleinen Komplexaugen stehen halbkugelig aus der Kopfkontur vor, ihre Struktur ist für die Familie hoch charakteristisch: Die Einzelaugen (Ommatidien) des Komplexauges sind nicht jedes für sich gewölbt, sondern eine zusammenhängende und glatte Cornea bedeckt die gesamte Augenoberfläche. Bei vielen Arten ist der Kopf nach hinten halsförmig abgeschnürt, manchmal mit verlängerten, backenförmigen Schläfen. Der Halsschild ist meist langgestreckt und von der Breite der Flügeldecken, er kann auch breiter sein als diese. Sein oft ringförmig abgeschnürter Hinterrand (Basis) verdeckt das Schildchen, das so in Ruhelage unsichtbar ist. Die langgestreckten, meist parallelseitigen Flügeldecken erreichen das Hinterleibsende. Oft tragen sie ausgeprägte Rillen oder Punktstreifen. Bei vielen Arten sind sie hinten in auffallende Spitzen ausgezogen. Die häutigen Hinterflügel sind in der Regel vollständig und die Tiere flugfähig. Am Hinterleib sind die ersten beiden frei liegenden Bauchplatten (Sternite) miteinander verschmolzen. Die übrigen Sternite schließen daran etwas tiefer liegend mit einer deutlichen Stufe an. Die Nähte, die das dritte und vierte freiliegende Sternit begrenzen, sind beweglich und bilden eine Art Scharniergelenk aus, mit dem der Käfer den bei geschlossenen Flügeldecken hart gepanzerten Hinterleib öffnen kann.
An den Beinen sind die Trochanteren kurz und dreieckig, dadurch kommen Hüfte (Coxa) und Schenkel (Femur) miteinander in Kontakt. Die Schienen der Vorderbeine weisen oft eine besondere Struktur (eine beborstete Aussparung) auf, die zum Reinigen der Antennen dient. Die Klauen sind frei und ungezähnt. An allen Beinen, mindestens aber an Mittel- und Hinterbeinen, sitzen am Ende der Schienen ein oder zwei Sporne.
Auffallend und sehr charakteristisch für die Unterfamilie ist die unterschiedliche Gestalt der Männchen und Weibchen (Sexualdimorphismus). Der Rüssel der Weibchen ist meist lang und dünn, während die Männchen derselben Art kurze, gedrungene Rüsselformen besitzen. Daneben gibt es, als Ausnahme unter den Curculionoidea, auch Arten, bei denen das Männchen den längeren Rüssel besitzt. Die Mandibeln an der Rüsselspitze sind bei den Männchen sehr oft auffallend vergrößert. Sie dienen ihnen bei den Kämpfen um Weibchen. Trifft ein Männchen auf ein Paar, versucht es das Männchen mit dem Rüssel vom Rücken des Weibchens herunterzuhebeln, dazu kann der Rüssel dann entsprechend verlängert sein. Beim neuseeländischen Giraffenrüssler Lasiorhynchus barbicornis erreicht er Körperlänge (zusammen bis 86 Millimeter). Misslingt dies, versucht es oft, mit den Mandibeln Beine oder Antennen des Opponenten abzubeißen. Meist lässt dieser los, wenn der Rivale ein Glied gepackt hat, nicht selten sind aber auch Männchen mit abgebissenen Beingliedern zu finden. Die Mandibeln werden bei der Nahrungsaufnahme des Männchens nicht verwendet.

## Lebensweise
Die meisten Brentinae leben als Larven in lebendem, öfter aber in totem Holz, in das sie Galerien und Gänge graben, die an diejenigen der Borkenkäfer (Scolytinae) erinnern. Wie bei diesen, sollen für die Ernährung holzbewohnende Pilze wesentlich sein, in dieser Hinsicht ist die Familie aber noch schlecht erforscht. Einige Formen mit besonders langem und schlankem Körperbau sind dazu übergegangen, in Tunnel und Galerien anderer holzbewohnender Insekten einzudringen und deren ursprüngliche Bewohner (meist Borkenkäfer) abzutöten. Sie übernehmen dann deren Tunnelsystem für den eigenen Nachwuchs. Eine ganze Reihe von Arten in allen Erdteilen, darunter auch die beiden europäischen Vertreter, leben in Ameisennestern (Myrmekophilie). Oft besitzen sie besondere Drüsenfelder am Kopf, die von den Ameisen begehrte Sekrete abscheiden. Nur eine Entwicklungslinie (Gattung Cylas und Verwandte) lebt an lebenden Pflanzen; sie besiedeln die Speicherknollen der Süßkartoffel. Die Art Cylas formicarius ist mit den wirtschaftlich bedeutenden Pflanzenknollen verschleppt worden und inzwischen weltweit verbreitet.
Das Weibchen frisst bei vielen Arten mit den Mandibeln an der Spitze des Rüssels eine tiefe Eiablagenische auf der Wirtspflanze, in die es dann die Eier geschützt ins Pflanzengewebe versenken kann. Die Antennen können dabei bei manchen Arten zurückgeschlagen und in eine Rüsselrinne eingelegt werden, sie sind allseits beweglich mit einem Kugelgelenk eingelenkt. Die Begattung erfolgt meist während des Lochbohrens. Die Larve komplettiert ihren Lebenszyklus im Holz oder Wirtsgewebe und verpuppt sich in der Regel auch dort. Über die Biologie der meisten Arten ist wenig bekannt. Ausnahme ist der als Schädling gefürchtete Cylas formicarius. Diese Art benötigt zur Entwicklung vom Ei bis zur Imago etwa ein bis zwei Monate. Sie macht keine obligate Diapause, sondern die Generationen folgen direkt aufeinander, wobei es bei Kälte und schlechtem Wetter zu Entwicklungsverzögerungen oder kurzen Ruhepausen kommt. In Texas werden fünf, in Louisiana acht Generationen pro Jahr gemeldet. Imagines sind das ganze Jahr über zu finden.

## Verbreitung
Brentinae sind überwiegend Tiere der Tropen, sie kommen in gemäßigten Breiten nur mit wenigen Arten vor. Sie sind in Australien artenreich, Neuseeland und Neukaledonien werden nur noch mit je einer Art erreicht. Wärmere pazifische Inseln wie Fidschi sind artenreicher besiedelt (hier 22 Arten). In Japan leben 24 Arten, in Nordamerika nur vier, davon nur zwei außerhalb Floridas. In Europa leben zwei Arten, Amorphocephala coronata im gesamten Mittelmeerraum und Orfilaia reichei in Spanien.

## Systematik
Die Abgrenzung der Familie Brentidae ist in der Wissenschaft umstritten. Der vorherrschenden Ansicht zufolge wird eine weit abgegrenzte Familie bevorzugt, die neben den Brentinae auch die früher oft als eigenständige Familien angesehenen Ithycerinae, Nanophyinae, Apioninae, Microcerinae und Eurhynchinae umfasst. Andere Autoren gruppieren einige der genannten Gruppen bei den Brentidae ein, während sie andere als eigenständig betrachten. Für Mitteleuropa am problematischsten ist dabei die Stellung der Apioninae, die von etwa gleich vielen Bearbeitern als Unterfamilie der Brentidae betrachtet oder als eigene Familie eingestuft werden.
Für eine weit gefasste Familie Brentidae werden vor allem Merkmale der Larven herangezogen. Die Zusammenführung ist problematisch, auch wenn fast alle Autoren von einer engeren Verwandtschaft dieser Familien ausgehen. Bei einer phylogenetischen Analyse wurde die Gruppierung weder durch die morphologischen noch durch die molekularen Daten gedeckt, trat aber auf, wenn man beide kombinierte, war aber auch hier nur schwach unterstützt. Eine weitere molekulare Studie unterstützte die Gruppierung, aber ebenfalls mit geringer Sicherheit.
Den Studien zufolge wäre am wahrscheinlichsten ein Schwestergruppenverhältnis zwischen der Familie Brentidae im weiteren Sinne und den „höheren“ Rüsselkäfern der (dann ebenfalls weit gefassten) Familie Curculionidae. Die Stellung der Familien/Unterfamilien innerhalb der weit gefassten Brentidae ist derzeit ungeklärt. Wahrscheinlich sind die Ithyceridae die Schwestergruppe der übrigen Familien. Auch die Stellung der Familie Caridae, die manchmal ebenfalls in die Brentidae mit einbezogen worden war, ist nicht endgültig geklärt. Wahrscheinlich sind diese die Schwestergruppe der genannten Gruppen zusammen.
Für eine weit gefasste Familie Brentidae lassen sich zum gegenwärtigen Zeitpunkt keine überzeugenden Autapomorphien angeben. Als einzige Kandidaten werden derzeit genannt: Labrum der Larve mit nur einem mittleren Sensillum, am Mitteldarm nur vier Malpighische Gefäße (auch bei Nemonychidae, Anthribidae und wenigen Curculionidae).

### Unterfamilien
Die Familie der Langkäfer (im weiteren Sinn), umfasst zwei größere Unterfamilien, die
Apioninae und die Brentinae und vier kleine Unterfamilien, deren phylogenetische Stellung innerhalb der Langkäfer noch unerforscht ist.
In dieser Zusammenstellung umfassen die Langkäfer rund 540 Gattungen mit ungefähr 4400 Arten.
Es werden folgende Unterfamilien unterschieden:
- Eurhynchinae Lacordaire, 1863
- Ithycerinae Schoenherr, 1823
- Microcerinae Lacordaire, 1863
- Brentinae Billberg, 1820
- Apioninae Schoenherr, 1823
- Nanophyinae Gistel, 1848

## Ökologische Bedeutung
Einige Arten gelten als invasive Schadorganismen, zu denen Quarantänebestimmungen bekannt sind. Cylas formicarius (englisch sweet potato weevil) (und einige verwandte Arten) sind bedeutsame Schädlinge an Süßkartoffeln mit nahezu weltweiter Verbreitung. Der nordamerikanische Arrhenodes minutus (englisch oak timber worm)  gilt als Schädling an Nutzholz, besonders an Eichenarten. Per 2019 reicht sein Verbreitungsgebiet etwa von Südkanada über weite Teile der östlichen USA bis nach Florida. Innerhalb der EU ist er als meldepflichtiger Quarantäneschaderreger klassifiziert.

## Belege